# Đảo Lewis
Đảo Lewis hay đơn giản là Lewis, (tiếng Gael Scotland: Leòdhas, phát âm [ʎɔː.əs̪]) là phần mạn bắc của Lewis và Harris, đảo lớn nhất Ngoại Hebrides (một quần đảo thuộc Scotland). Tổng diện tích của Lewis là 683 dặm vuông Anh (1.770 km2).
Lewis, nói chung, có địa hình thấp; ngược lại, Harris lại nhiều núi non hơn. Do địa hình thấp và đất đai màu mỡ hơn, Lewis chiếm ba phần tư dân số Ngoại Hebrides; Stornoway, điểm dân cư lớn nhất, cũng nằm ở đây. Lewis là nơi cư ngụ của một số loài động vật hoang dã, như đại bàng vàng, hươu đỏ và hải cẩu.
Lewis có một truyền thống theo giáo hội Trưởng nhiệm. Nó từng là một phần của Vương quốc Tiểu đảo của người Norse. Ngày nay, cuộc sống rất khác biệt với phần còn lại của Scotland, với quy tắc Sabath, tiếng Gael và nghề đào than bùn vẫn còn đóng vai trò quan trọng.

## Tên
Tên tiếng Gael Scotland Leòdhas có lẽ bắt nguồn từ tiếng Bắc Âu cổ Ljoðahús ("nhà bài hát"), dù cái tên này cũng có thể bắt nguồn từ một gốc khác – khả thi nhất là leogach ("lầy lội"). Đảo này có thể là nơi được gọi là Limnu trong Geographia của Ptolemaeus. Tên dài "đảo Lewis" trong tiếng Gael là Eilean Leòdhais. Tên gọi mang tính văn hóa và thơ ca là Eilean an Fhraoich ("Đảo Thạch nam").